# Bruine esdoornmineermot
De bruine esdoornmineermot (Stigmella speciosa) is een vlinder uit de familie van de dwergmineermotten (Nepticulidae). De wetenschappelijke naam werd gepubliceerd in 1858 door Heinrich Frey.

## Kenmerken
De spanwijdte is 4 tot 5 mm. 

## Levenswijze
De larven voeden zich met Acer monspessulanum, Acer obtusatum, Acer opalus, Acer pseudoplatanus en Acer sempervirens en mineren de bladeren van hun waardplant. De mijn bestaat uit een gang over de volledige diepte die variabel is in lengte en breedte.
Volwassenen vliegen van mei tot in augustus.

## Verspreiding
Hij komt voor van Denemarken tot het Iberisch Schiereiland, Italië en Griekenland, en van Groot-Brittannië tot Oekraïne.